# Glaciarcula spitzbergensis
Glaciarcula spitzbergensis é uma espécie de braquiópode pertencente à família Laqueidae.
A autoridade científica da espécie é Davidson, tendo sido descrita no ano de 1852.
Trata-se de uma espécie presente no território português, incluindo a sua zona económica exclusiva.